# Fonts de la Coma de Joan

Les Fonts de la Coma de Joan, respecte del terme d'Abella de la Conca

Les Fonts de la Coma de Joan és una surgència múltiple del terme municipal d'Abella de la Conca, a la comarca del Pallars Jussà, a tocar del termenal amb Isona i Conca Dellà (antic terme d'Isona).
Estan situades a 940 metres d'altitud, a 1,3 km al sud-est de Ca l'Olivelles i a 1,7 km a l'est de Cal Pere de la Isidra, al vessant nord del Roc del Pas de Finestres. Amb les seves aigües alimenta el barranc de la Coma de Joan, amb el qual comparteix nom.

## Etimologia
Tot i que la Coma de Joan com a topònim sembla del tot perdut, ha donat nom a aquest barranc i a les fonts que es troben en aquest lloc. Una coma és una zona plana entre muntanyes, que és l'indret on es troben les Fonts de la Coma de Joan.